# Estación de Brizuela
Brizuela fue una estación de ferrocarril que existió en la localidad española de Brizuela, en la provincia de Burgos, perteneciente al desmantelado ferrocarril Santander-Mediterráneo. Tras el cierre de la línea el antiguo complejo ferroviario fue restaurado y actualmente ejerce como albergue rural.

## Situación ferroviaria
Las instalaciones se encontraban situadas en el punto kilométrico 355,007 de la línea férrea de ancho ibérico Santander-Mediterráneo, a 637 metros de altitud sobre el nivel del mar.

## Historia
Construida por la Compañía del Ferrocarril Santander-Mediterráneo, entraría en servicio en noviembre de 1930 con la inauguración del tramo Trespaderne-Cidad. En su momento llegó a disponer de tres vías de servicio, un edificio de pasajeros y un almacén. En 1941, con la nacionalización de todas las líneas férreas de ancho ibérico, las instalaciones pasaron a manos de RENFE. A partir de 1966 los servicios de viajeros del tramo Trespaderne-Cidad pasaron a tener en la estación de Villarcayo su última parada, tras lo cual las instalaciones de Brizuela dejaron de prestar servicio. El ferrocarril Santander-Mediterráneo fue clausurado oficialmente el 1 de enero de 1985. En la actualidad el edificio de viajeros ha sido rehabilitado y ejerce como un albergue rural. 